# 船步镇
船步镇，是中华人民共和国广东省云浮市罗定市下辖的一个乡镇级行政单位。

## 行政区划
船步镇下辖以下地区：
船步社区、船东村、甘步村、蓝村、船北村、仓地村、龙岗村、河背村、谋平村、炉冲村、炉星村、聂垌村、双朗村、云罗村、垌心村、红岭村、大围村、回龙村和山垌村。